# Recompensa
Una recompensa és oferta sovint per un grup com a incentiu per a la realització d'una tasca a algú no associat generalment al grup. Les recompenses s'anuncien comunament per la captura o la recuperació d'una persona o d'una cosa. Estan típicament en forma de diners. Dos exemples moderns de recompenses són les que foren posades per la captura de Saddam Hussein pels Estats Units i una recompensa de Microsoft per trobar el creador del virus d'ordinador. Es coneix els que es guanyen la vida perseguint recompenses com caça-recompenses.
Un sistema de recompenses fou utilitzat a la Guerra Civil dels Estats Units. Era un incentiu per augmentar els allistaments.
Un altre sistema de recompenses fou utilitzat a Nova Gal·les del Sud per augmentar el nombre d'immigrants (1832).